# Prosthechea regentii
Prosthechea regentii là một loài thực vật có hoa trong họ Lan. Loài này được V.P.Castro & Chiron mô tả khoa học đầu tiên năm 2005.